# Canton de Sainte-Marie (La Réunion)
Pour les articles homonymes, voir Canton de Sainte-Marie.
Le canton de Sainte-Marie est une circonscription électorale française de l'île de La Réunion, département et région d'outre-mer français de l'océan Indien.

## Histoire
Le canton a été créé par la loi no 49-1102 du 2 août 1949.
Un nouveau découpage territorial de la Réunion entre en vigueur à l'occasion des premières élections départementales suivant le décret du 21 février 2014. Les conseillers départementaux sont, à compter de ces élections, élus au scrutin majoritaire binominal mixte. Les électeurs de chaque canton élisent au Conseil départemental, nouvelle appellation du Conseil général, deux membres de sexe différent, qui se présentent en binôme de candidats. Les conseillers départementaux sont élus pour 6 ans au scrutin binominal majoritaire à deux tours, l'accès au second tour nécessitant 12,5 % des inscrits au 1er tour. En outre, la totalité des conseillers départementaux est renouvelée. Ce nouveau mode de scrutin nécessite un redécoupage des cantons dont le nombre est divisé par deux avec arrondi à l'unité impaire supérieure si ce nombre n'est pas entier impair, assorti de conditions de seuils minimaux. À la Réunion, le nombre de cantons passe ainsi de 49 à 25.
Le canton de Sainte-Marie n'a pas été modifié par ce décret. Il est entièrement inclus dans l'arrondissement de Saint-Denis. Le bureau centralisateur est situé à Sainte-Marie.

## Représentation

### Représentation avant 2015
| Période | Période | Identité             | Étiquette    | Qualité |
| ------- | ------- | -------------------- | ------------ | --- |
| 1955    | 1967    | Louis Lagourgue      |              | Maire de Sainte-Marie (1959-1967) |
| 1967    | 1973    | Roger Payet          | DVD          | |
| 1973    | 1985    | Yves Barau           | DVD puis RPR | Maire de Sainte-Marie (1967-1983) Président de l'établissement public régional (1977-1983)                                               |
| 1985    | 1992    | Axel Kichenin        | DVG          | Maire de Sainte-Marie (1983-1990) |
| 1992    | 1998    | Jean-Louis Lagourgue | DVD          | Maire de Sainte-Marie (1990-2018) |
| 1998    | 2004    | Axel Kichenin        | DVG          | |
| 2004    | 2011    | Jean-Louis Lagourgue | DVD          | Ancien président de la CINOR Premier vice-président du conseil régional Maire de Sainte-Marie (1990-2018) Sénateur de La Réunion (2018-) |
| 2011    | 2015    | Richard Nirlo        | UMP          | Retraité de l'administration pénitentiaire                                                                                               |

### Représentation depuis 2015
| Période élective | Période élective | Mandat | Mandat   | Identité            | Nuance | Nuance | Qualité                                                                              |
| ---------------- | ---------------- | ------ | -------- | ------------------- | ------ | ------ | ------------------------------------------------------------------------------------ |
| 2015             | 2021             | 2015   | en cours | Rémy Lagourgue      |        | DVD    | Entrepreneur, Sainte-Marie                                                           |
| 2015             | 2021             | 2015   | 2021     | Marie-Lyne Soubadou |        | DVD    | 3ème adjointe au maire de Sainte-Marie 8ème Vice-Présidente du Conseil Départemental |
| 2021             | 2028             | 2021   | en cours | Rémy Lagourgue      |        | DVD    | Conseiller sortant, 5ème Vice-Président du conseil départemental                     |
| 2021             | 2028             | 2021   | en cours | Valérie Rivière     |        | DVD    | Infirmière libérale à Sainte-Marie                                                   |

### Résultats détaillés

#### Élections de mars 2015
À l'issue du 1er tour des élections départementales de 2015, deux binômes sont en ballotage : Rémy Lagourgue et Marie-Lyne Soubadou (DVD, 68,05 %) et Christian Annette et Céline Sitouze (PS, 17,72 %). Le taux de participation est de 38,80 % (8 980 votants sur 23 146 inscrits) contre 43,81 % au niveau départemental et 50,17 % au niveau national.
Au second tour, Rémy Lagourgue et Marie-Lyne Soubadou (DVD) sont élus avec 67,14 % des suffrages exprimés et un taux de participation de 47,42 % (7 612 voix pour 10 975 votants pour 23 146 inscrits).

#### Élections de juin 2021
Le premier tour des élections départementales de 2021 est marqué par un très faible taux de participation (33,26 % au niveau national). Dans le canton de Sainte-Marie (La Réunion), ce taux de participation est de 37,72 % (9 902 votants sur 26 254 inscrits) contre 36,5 % au niveau départemental. À l'issue de ce premier tour, deux binômes sont en ballottage : Rémy Lagourgue et Valérie Rivière (DVD, 43,4 %) et Céline Sitouze et Antony Venerosy (DVG, 21,2 %).

## Composition
| Nom                                  | Code Insee | Intercommunalité                                   | Superficie (km2) | Population (dernière pop. légale) | Densité (hab./km2) | Modifier                                    |
| ------------------------------------ | ---------- | -------------------------------------------------- | ---------------- | --------------------------------- | ------------------ | ------------------------------------------- |
| Sainte-Marie (bureau centralisateur) | 97418      | CA Communauté intercommunale du Nord de La Réunion | 87,21            | 35 584 (2022)                     | 408                | modifier les données · modifier les données |
| Canton de Sainte-Marie               | 97423      |                                                    |                  | 35 584 (2022)                     |                    | modifier les données                        |

Depuis sa création, le canton correspond à la commune de Sainte-Marie.

## Démographie
En 2022, le canton comptait 35 584 habitants, en évolution de +7,31 % par rapport à 2016 (La Réunion : +3,33 %, France hors Mayotte : +2,11 %).
| 2013   | 2018   | 2022   |
| ------ | ------ | ------ |
| 32 605 | 33 234 | 35 584 |